# CP Lacertae
CP Lacertae eller Nova Lacertae 1936 var en nova i stjärnbilden Ödlan.  Novan upptäcktes den 20 juni 1936 oberoende av åtskilliga observatörer, bland andra den amerikanske astronomen Leslie Peltier, E Loreta, Italien och K Gomi, Japan. CP Lacertae nådde magnitud +2,0 i maximum och avklingade sedan ovanligt snabbt. Ljusstyrkan avtog 3 magnituder på 9 dygn.